# 托帕加 (博亞卡省)
托帕加（Tópaga）是哥倫比亞的城鎮，位於該國東北部，由博亞卡省負責管轄，距離首府通哈98公里，始建於1593年，面積37平方公里，海拔高度2,794米，2005年人口3,608。
5°46′N 72°50′W / 5.767°N 72.833°W